# Gintaras Juodeikis
Gintaras Juodeikis (ur. 13 stycznia 1973 w Kłajpedzie) – litewski piłkarz, grający w FK Możejki. Gra na pozycji pomocnika.